# Селце (Крушево)
Селце (мкд. Селце) је насеље у Северној Македонији, у западном делу државе. Селце припада општини Крушево.

## Географија
Насеље Селце је смештено у западном делу Северне Македоније. Од најближег већег града, Прилепа, насеље је удаљено 40 km западно.
Селце се налази на западном ободу Пелагоније, највеће висоравни Северне Македоније. Насеље је положено на источним падинама Бушеве планине. Надморска висина насеља је приближно 910 метара.
Клима у насељу је планинска због знатне надморске висине.

## Становништво
По попису становништва из 2002. године Селце је имало 22 становника.
Претежно становништво у насељу су етнички Македонци (98%).
Већинска вероисповест у насељу је православље.